# Anawalt
Anawalt is een plaats (town) in de Amerikaanse staat West Virginia, en valt bestuurlijk gezien onder McDowell County.

## Demografie
Bij de volkstelling in 2000 werd het aantal inwoners vastgesteld op 272.
In 2006 is het aantal inwoners door het United States Census Bureau geschat op 244, een daling van 28 (-10,3%).

## Geografie
Volgens het United States Census Bureau beslaat de plaats een oppervlakte van
1,7 km², geheel bestaande uit land. Anawalt ligt op ongeveer 600 m boven zeeniveau.

## Plaatsen in de nabije omgeving
De onderstaande figuur toont nabijgelegen plaatsen in een straal van 12 km rond Anawalt.